# ديفيد إس. جاكسون
ديفيد إس. جاكسون (بالإنجليزية: David S. Jackson)‏ هو سياسي أمريكي، ولد في 1813 في نيويورك في الولايات المتحدة، وتوفي في 20 يناير 1872. حزبياً، نشط في الحزب الديمقراطي. وقد انتخب عضو مجلس النواب الأمريكي.